# Pingree Grove
Pingree Grove – wieś w Stanach Zjednoczonych, w stanie Illinois, w hrabstwie Kane.